# Happiness Is You
Happiness Is You ist das 24. Studioalbum des US-amerikanischen Country-Sängers Johnny Cash. Es erschien 1966 bei Columbia Records und wurde von Don Law und Frank Jones produziert. Es enthält unter anderem Guess Things Happen That Way, eine Neuaufnahme von Cashs frühen Aufnahmen bei Sun. Das Album erreichte im Januar 1967 Platz 10 der Country-Charts. Das Album sollte ursprünglich den Titel That’s What You Get For Lovin’ Me tragen, benannt nach dem Lied von Gordon Lightfoot, der ebenfalls auf dem Album enthalten ist.

## Titelliste
1. Happiness Is You (Text: Johnny Cash, June Carter) – 2:59
2. Guess Things Happen That Way (Jack Clement) – 1:55
3. Ancient History (Wayne P. Walker, Irene Stanton) – 2:23
4. You Comb Her Hair (Harlan Howard, Hank Cochran) – 2:42
5. She Came from the Mountains (Peter La Farge) – 4:59
6. For Lovin’ Me (Gordon Lightfoot) – 2:40
7. No One Will Ever Know (Fred Rose, Mel Foree) – 2:26
8. Is This My Destiny? (Helen Carter) – 2:31
9. A Wound Time Can’t Erase (Bill D. Johnson) – 2:37
10. Happy to Be with You (Merle Kilgore, June Carter, Johnny Cash) – 3:14
11. Wabash Cannonball (A. P. Carter) – 2:41